# Xã Elk Point, Quận Union, South Dakota
Xã Elk Point (tiếng Anh: Elk Point Township) là một xã thuộc quận Union, tiểu bang Nam Dakota, Hoa Kỳ. Năm 2010, dân số của xã này là 261 người.